# Jailhouse Rock (film)
Jailhouse Rock is een film uit 1957 onder regie van Richard Thorpe met in de hoofdrollen Elvis Presley en Judy Tyler.
De film is gebaseerd op een verhaal van Nedrick Young. Het was de derde film van Presley (zijn eerste voor MGM) en een groot succes in de bioscopen. Alleen al in de VS werd 4 miljoen dollar omgezet. De tegenspeelster van Presley, Judy Tyler kwam kort nadat de opnames waren afgerond, vóór de première van de film om het leven bij een auto-ongeluk.
In 2004 werd de film geselecteerd voor conservatie in het National Film Registry van de Library of Congress.

## Verhaal
De voormalige crimineel Vince Everett raakt betrokken bij een gevecht in een bar. Tijdens het gevecht doodt hij iemand en wordt veroordeeld wegens doodslag. In de gevangenis ontmoet hij Hunk Houghton. Hunk, die countrymuziek maakt, leert Vince gitaar te spelen. Ze sluiten een contract om later samen op te treden en de winst te delen. Nadat hij wordt vrijgelaten, vindt Vince werk in een nachtclub. Hoewel hij hier niet werkzaam is als zanger, wordt hij ontdekt door Peggy Van Alden, een vrouw die talenten zoekt. Hij flirt met haar en zij geeft hem de kans een liedje op te nemen. Het nummer wordt op een klein platenlabel uitgebracht. Ze worden echter bedrogen door de maatschappij en beginnen hun eigen label. Vince wordt al snel beroemd. Het succes heeft echter een keerzijde. Vince wordt onuitstaanbaar en is alleen nog maar geïnteresseerd in roem en geld. Als Hunk Houghton hem echter ter verantwoording roept, komt het tot een confrontatie tussen de twee oude celmaten. Tijdens het gevecht raakt de keel van Vince beschadigd en komt zijn carrière in gevaar. Langzaam herstelt Vince en ziet hij in dat hij verkeerd bezig was.

## Rolverdeling
| Acteur             | Personage               |
| ------------------ | ----------------------- |
| Elvis Presley      | Vince Everett           |
| Judy Tyler         | Peggy Van Alden         |
| Mickey Shaughnessy | Hunk Houghton           |
| Dean Jones         | Teddy Talbot            |
| Vaughn Taylor      | Mr. Shores (voice-over) |

## Achtergrond

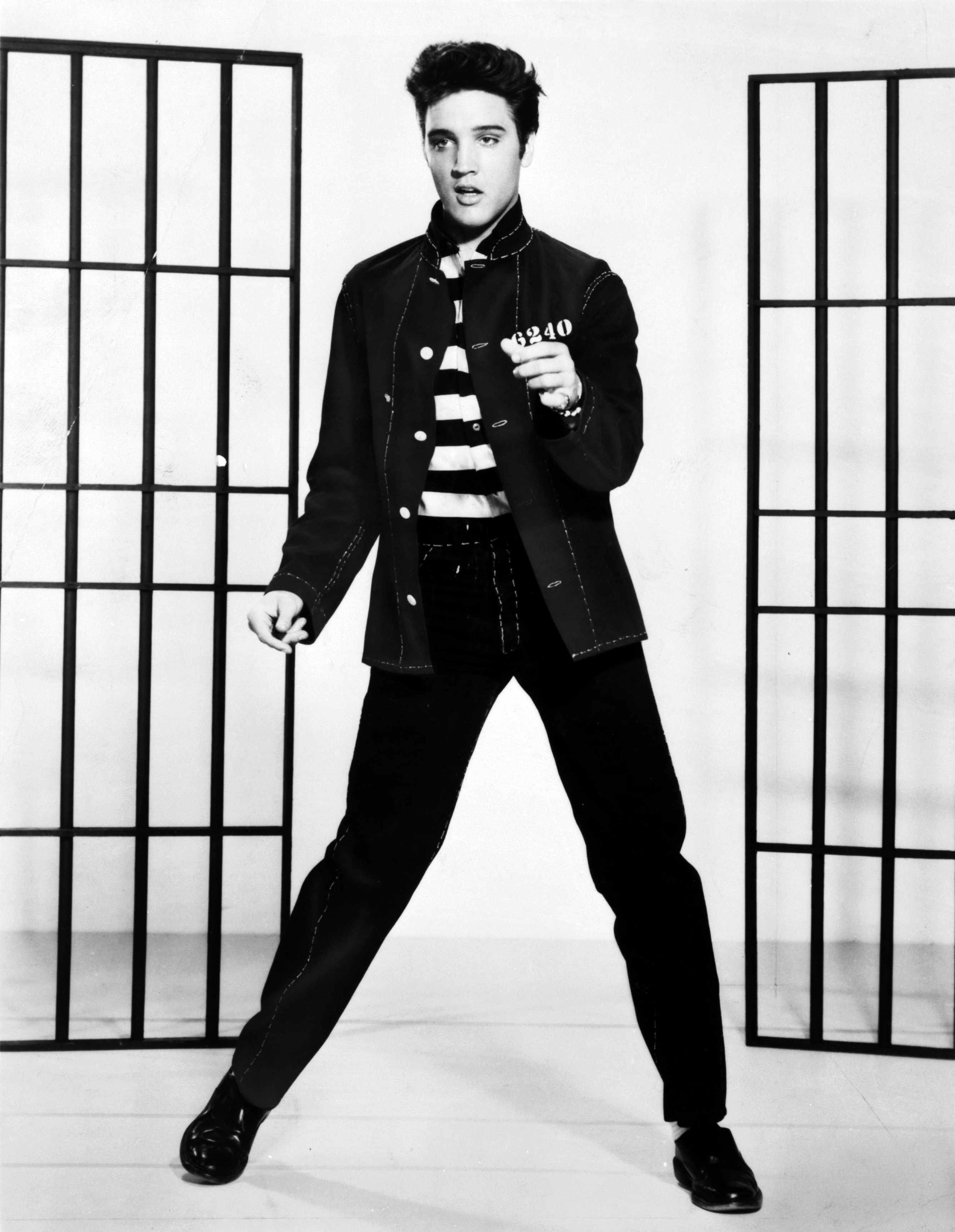
Elvis Presley promoot Jailhouse Rock

Jailhouse Rock was bij het uitbrengen een controversiële film. In de jaren vijftig was het bioscooppubliek niet gewend aan een misdadiger als held. Ook het gebruik van scheldwoorden als 'hell' waren uit den boze, evenals het gegeven dat de duidelijk niet gehuwde hoofdpersonages in hetzelfde bed lagen. De door Hollywood zelf bedachte productiecode (Hays Code) verbood dat nadrukkelijk. Ook was er ongenoegen over de schijnbaar homo-erotische uitstraling van het titelnummer. De critici waren aanvankelijk ook weinig lovend over de rol van Presley. Men vond het maar niets dat hij bars bezocht, vechtpartijen aanging en ten slotte een man doodslaat. Tegenwoordig wordt de film gezien als een klassieker, een mijlpaal in de ontwikkeling van de muziekfilm. Met name de opening waarin Presley het titelnummer zingt en danst, wordt gezien als de voorloper van de moderne rockvideo's. Overigens zou Presley na Jailhouse Rock nooit meer een antiheld spelen. Zijn vertolking van Vince Everett geldt echter als zijn beste dramatische rol.

## Pre-productie
Aanvankelijk was de werktitel van de film "The Hard Way", dit werd veranderd in "Jailhouse Kid" en ten slotte in "Jailhouse Rock". Ook de namen van de personages veranderden nog tijdens de pre-productie. Vince Everett was aanvankelijk Vince Matthews, Vince Delwyn, Vince Jackwood, Vince Ledway, Vince Edwards en Vince Edmunds. Zijn celmaat Hunk Houghton heette aanvankelijk Hunk Houston. De reden voor alle die wijzigingen waren vaak niet artistiek, maar juridisch. De juridische afdeling van MGM controleerde elke naam van een personage, een bedrijf, namen van steden en telefoonnummers uit het script om te voorkomen dat er later rechtszaken zouden komen. De juridische afdeling had wel goedgekeurd dat er beelden werden getoond van de gevangenis van Raleigh (North Carolina), maar regisseur Richard Thorpe wilde niet dat de naam van de gevangenis in beeld kwam. Voordat de opnames begonnen werkte Presley aan de muziek in de Radio Recorders studio in Hollywood tussen 30 april en 3 mei 1957.

## Productie
Op 6 mei 1957 kwam Presley naar de MGM studio voor het passen van kostuums en de make-up. Hij maakte tevens kennis met choreograaf Alex Romero. De opnames begonnen met de openingssequens van het titelnummer. Romero had wat passen en choreografie voor hem uitgewerkt. Tijdens de repetitie bleek dat Presley niet uit de voeten kwam met de Fred Astaire-achtige stijl van dansen. Romero vroeg hem toen om enige nummers te zingen en zijn normale act te laten zien. Vervolgens ging de choreograaf naar huis en werkte een nieuwe choreografie uit met Presleys eigen bewegingen. Toen hij de nieuwe choreografie opnam, werd hij gadegeslagen door Gene Kelly die een spontaan applaus uitbracht voor de prestatie. Voordat de opnames werden afgerond, haalde de werkelijkheid de fictie in. Tijdens de opnames van de openingsscène gleed Presley langs een van palen naar beneden. Op dat moment raakte een van zijn kronen los en kwam in zijn long terecht. Hij werd naar het ziekenhuis gebracht voor een spoedoperatie. Gelukkig kon hij al na een paar dagen naar huis. Men had zich veel zorgen gemaakt over zijn stem, net als in het filmverhaal met Vince Everett het geval was. Op 13 mei 1957 werden de opnames vervolgd tot en met 17 juni. Twee weken na de opnames kreeg actrice Judy Tyler, Presleys tegenspeelster, samen met haar man, een dodelijk ongeluk met haar auto. Presley was zwaar aangeslagen door het nieuws en heeft nooit de voltooide versie van "Jailhouse Rock" willen zien.

## Muziek
Presley werkte aan de filmmuziek in Radio Recorders in Hollywood tussen 30 april en 3 mei 1957, terwijl op 9 mei in de MGM studio nog aanvullende opnames plaatsvonden voor het nummer, "Don't Leave Me Now". Vier van de nummers voor de film ('Jailhouse Rock', 'I Want to Be Free', ' Treat Me Nice', and '(You're So Square) Baby I Don't Care' werden geschreven door het duo Jerry Leiber en Mike Stoller. Ze schreven de nummers in vijf uur nadat ze door hun muziekuitgever waren opgesloten in een hotelkamer. De volgende musici waren bij de opnames betrokken:
- Elvis Presley -zang, guitar, bas
- Scotty Moore - elektrische gitaar
- Dudley Brooks - piano
- Mike Stoller - piano
- Bill Black - bas
- D.J. Fontana - drums
- The Jordanaires - achtergrondzang

De volgende nummers zijn te horen:
- "One More Day" (Sid Tepper/ Roy C. Bennett) gezongen door Mickey Shaughnessy
- "Young And Beautiful"  (Abner Silver/Aaron Schröder) gezongen door Elvis Presley
- "I Want To Be Free" (Jerry Leiber/Mike Stoller) gezongen door Elvis Presley
- "Don't Leave Me Now" (Aaron Schröder/Ben Weisman) gezongen door Elvis Presley
- "Treat Me Nice" (Jerry Leiber/Mike Stoller) gezongen door Elvis Presley
- "Jailhouse Rock" (Jerry Leiber/Mike Stoller) gezongen door Elvis Presley
- "(You're So Square) Baby I Don't Care" (Jerry Leiber/Mike Stoller) gezongen door Elvis Presley